# Strießhardt
Strießhardt ist ein Ortsteil der Gemeinde Much im Rhein-Sieg-Kreis.

## Lage
Strießhardt liegt im Homburger Bröltal und ist über die Landesstraße 350 erreichbar. Nachbarorte sind Müllerhof im Osten und Niederdreisbach im Westen.

## Einwohner
1830 hatte Strießhardt 17 Bewohner.
1901 hatte der Weiler 33 Einwohner. Hier lebten die Ackerer Joh. Büth, Gerhard Kaltenbach, Joh. Peter Kröner und Gerhard Ludwig.

## Dorfleben
Seit 1907 nimmt der Ort immer an dem Erntedankfest des Bröltaler Erntevereins Bruchhausen-Röttgen teil. Mit Müllerhof besteht hierzu eine Dorfgemeinschaft.
Jeden Herbst findet im Dorf ein Kartoffelfest statt.